# Escrito en el agua (novela)
Escrito en el agua es una novela de misterio y drama escrito por Paula Hawkins. Esta es su segunda novela luego que en el año 2015 publicara La chica del tren (novela).

## Argumento
La historia comienza con la llegada de Jules Abbott a su pueblo natal luego de enterarse del suicidio de su hermana mayor, Danielle Nel Abbott. La muerte de ésta desata grandes incertidumbres en su entorno, ya que Nel no tenía motivos apremiantes que la llevarán a lanzarse al río. Producto de esto empieza una exhaustiva investigación en el pueblo para esclarecer los hechos, sin embargo nada es lo que parece y el curso de la realidad fue enturbiada por secretos del pasado que reclaman salir a flote y gritar a los cuatro vientos la verdadera historia detrás de una muerte extraña.

## Personajes
- Jules Abbott: es la hermana menor de Nel quien se ve arrastrada a volver a su pueblo natal por la muerte de su hermana nel mayor. Es una mujer que sufrió bastante en su adolescencia producto de su obesidad y sufría el constante desprecio de Nel. Es soltera y sin hijos y no le interesaba la vida de su hermana mayor hasta que se da cuenta de que oscuros secretos rondaban a ambas. Cuando llega a la casa del molino (lugar donde se crio) solía sentir la presencia fantasmal de Nel.
- Lena Abbott: es la hija de Nel y sobrina de Jules. Es una adolescente rebelde y que ha sufrido la muerte de su mejor amiga y su madre, ambas muertas en el mismo lugar: La poza de las Ahogadas. Siente desprecio por su tía por no haber contestado las llamadas de su madre previo a su muerte. Lena sabe que su madre no se suicidó, sino que sospecha que hay alguien detrás de todo eso. Lena enfrenta a Mark por culparlo de la muerte de su mejor amiga y no se sabe si lo mató o dejó que éste escapara.
- Sean Townsend: es un policía que investiga el fallecimiento de Nel, su amante. Cuando niño sufrió por la muerte de su madre en extrañas circunstancias y protege a su padre quien maltrataba a ambos.
- Patrick Townsend: es un policía jubilado muy respetado en el pueblo. Es el padre de Sean y esta al tanto de la aventura amorosa de su hijo con Nel. Vive con su nuera Helen, ya que esta no supera la infidelidad de su esposo, Patrick está enamorado de ella en secreto. En el pasado maltrataba a su mujer ya que esta tenía un amante, producto de unos golpes que la dejan malherida decide lanzarla al río para que parezca un suicidio y le cuento a Sean (quien era solo un niño) que su madre había decidido matarse. Debido a eso Patrick decide encubrir y apoyar a su hijo en sus decisiones culpandose de haber asesinado a Nel y dejando impune a su hijo.
- Louise Whittaker: es una mujer de familia que odia a Lena y a Nel, las acusa de provocar el suicidio de su hija Katie. Vive con su esposo Alec y su hijo Josh, cuando se entera de que Nel había muerto se alegra, ya que esta escribía un libro en donde hablaría de la muerte de Katie, situación que Louise rechazaba rotundamente. Es una de las principales sospechosa de la muerte de Nel ya que el pueblo sabía de la rivalidad de ambas mujeres, sin embargo es totalmente inocente aunque la noche de la muerte de Nel fue a su casa a increparla. Finalmente se muda a Devon con su esposo y su hijo para dejar todo lo sucedido en el pasado.
- Danielle Abbott “Nel”: es la hermana mayor de Jules y la madre de Lena. Su cuerpo es encontrado sin vida en la Poza de las Ahogadas pensando el pueblo que esta se había suicidado. Sin embargo, Nel estaba escribiendo un libro que relataba la vida de todas las mujeres que habían sido encontradas sin vida en la poza, (hecho que la obsesionaba) es por esto que se había ganado el odio de gran parte del pueblo sobre todo del Louise y Patrick, ya que Nel había descubierto que Lauren había sido asesinada por su esposo. Nel en su adolescencia era rebelde y malvada con  Jules, además tuvo un amorío con  Robbie el chico más popular y guapo del sector, producto de esa relación nació Lena quien nunca se enteró de quien era su padre. La policía determina que Nel había sido asesinada y que no se había matado por lo que empieza una exhaustiva investigación hasta encontrar al culpable.
- Erin Morgan: es la sargento que junto a Sean investiga la muerte de Nel. Es nueva en el pueblo ya que fue expulsada de su antiguo ayuntamiento policial por haber tenido un romance con una policía menor que ella. En el transcurso de la investigación descubre que Sean y Nel eran amantes encarando al policía, pero este se molesta y evade todo tipo de diálogo con Erin. Es Erin precisamente quién interroga a Patrick y luego lo arresta después de que este le confesara que había asesinado a su esposa y se inculpa del asesinato de Nel.
- Mark Henderson: es un profesor que da clases en la escuela del pueblo. Fue maestro de Lena y Katie y es con esta última con quien mantuvo una relación a escondidas. Ambos estaban enamorados pero Mark decidió poner fin al amorío cuando se entera de que Nel sabía la verdad y lo amenazaba con contar todo y arruinar su reputación. En el transcurso de la historia, Lena intenta asesinarlo por el remordimiento que siente hacia este por el daño que le hizo a Katie, sin embargo Mark logró evitarla y la secuestra para llevarla lejos del pueblo, aun así Lena logra tomar el control de la situación y vuelve a intentar matar a Mark, al final de la historia no se sabe si este finalmente fue asesinado por Lena o logró huir.
- Nicola  Sage “Nickie”: es una anciana del pueblo quien dice que es médium y que habla con fantasmas sobre todo con el de su hermana. Nickie sufre el desprecio de los habitantes del pueblo excepto el de Nel a quien le entrega información sobre la muerte de las mujeres que se lanzaron a la poza. Nickie acusa a Patrick de haber asesinado a su hermana Jeannie tras descubrir que esta sabía la verdad sobre la muerte de Lauren.
- Helen Townsend: es la esposa de Sean y la directora de la escuela del pueblo. Es inestable emocionalmente y sufre por la infidelidad de su esposo, es por esto que odia a Nel y muestra intenciones de matarla. Vive con su suegro (a quien llama "papá") mientras trata de superar la tristeza que le provoca la traición de Sean. Cuando Patrick es arrestado sufre y decide irse del pueblo junto a Sean pero este la abandona en el nuevo hogar dejándola sola por lo que decide comprarse una gata en recuerdo a la que tenía cuando vivía con Patrick, su otra felina fue asesinada por esté en el río.
- Josh Whittaker: es el hermano menor de Katie e hijo de Louise y Alec. Josh siente una cierta atracción por Lena lo que lo lleva a ser cómplice de esta y su hermana en ocultar el romance que Katie tenía con Mark, Josh se entera de fichó romance al verlos juntos de la mano. Cuando su hermana muere empieza a sufrir una inestabilidad emocional que le provoca ganas de contar toda la verdad pero que no logra hacer ya que Lena se lo prohíbe. Aun así una tarde entra en una crisis de angustia y es encontrado por Sean en un puente llorando desconsoladamente y es ahí donde le cuenta todo lo que sabe del romance de su hermana al policía.
- Katie Whittaker: es la hija fallecida de Louise y Alec, la hermana mayor de Josh y la mejor amiga de Lena. Mantiene un romance oculto con Mark, su profesor, hasta que esté decide por fin a la relación ya que Nel se había enterado de todo. Entra en una depresión por el quiebre, y para proteger a Mark de cualquier represalia en caso de que la verdad salga a la luz decide suicidarse en el río ahogándose en éste con una mochila llena de piedras.
- Robbie Cannon: En su adolescencia tuvo una relación con Nel en donde la maltrataba sexualmente.  Después de la muerte de esta, Robbie decide asistir al funeral y Jules lo divisa entre la gente, posteriormente esta decide encararlo por todo lo que había hecho en el pasado y es ahí donde Jules se entera de que Robbie no tiene la menor idea que es padre de Lena.
- Lauren Slater: era la madre de Sean y esposa de Patrick. Sufría maltrato por parte de este hasta que Patrick decide lanzarla al río acabando así con su vida.
- Jeannie Sage: era la hermana de Nickie y expolicía del pueblo. Es Jeannie quien investiga la muerte de Lauren provocando que Patrick la asesine.
- Libby Seeton: fue una de las mujeres que murió en la Poza de las Ahogadas. Era acusada de ser bruja por lo que fue ahogada a mediados del año 1800.
- Anne Ward: fue una mujer que mató a su esposo en la cabaña del río y posteriormente se suicidó en la poza para hacer desaparecer su asesinato.
- Callie Buchan: es una policía que ayuda en la investigación de la muerte de Nel.
- Alec Whittaker: es el padre de Katie y Josh y esposo de Louise. Al igual que su esposa se siente complacido por la muerte de Nel.
- Tracey McBride: era la exnovia de Mark, hasta que esté rompe con ella por su romance con Katie. Le dice a Sean que este pudo haber escapado a la cabaña de sus ex suegros cuando Mark era investigado por la muerte de Nel y tras haber secuestrado a Lena.